# Menkyo kaiden

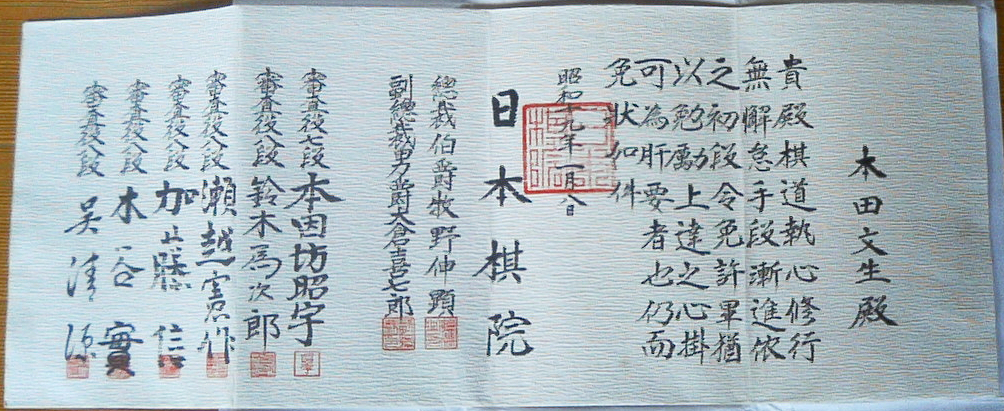
Licencia de primer grado.

Un Menkyo kaiden (免許皆伝:めんきょかいでん) es un término japonés que significa "licencia de transmisión total". Es un certificado emitido por una escuela, ryū, o cualquier otra organización, comúnmente dedicada a la ceremonia del té, el arte de los arreglos florales o ikebana, a las artes marciales, danza (kabuki o el teatro japonés Nō), que implica que el poseedor ha aprendido todo lo que dicha escuela u organización puede enseñar, y ha sido licenciado para transmitir todos los aspectos de su entrenamiento. 
En los artes marciales algunas escuelas y artes mantienen el antiguo sistema menkyo de licencias y certificados, anterior al más difundido sistema kyū/dan (dan-i) de cinturones de colores, creado por Jigorō Kanō en el siglo XIX para el judo Kōdōkan y luego difundido a otros artes marciales. 
El menkyo kaiden es típicamente la licencia de más alto nivel existente, y el más alto rango alcanzable en ese sistema. El poseedor es a menudo, pero no siempre, el sucesor de facto del sôke del ryū. 
Algunas escuelas a pesar de que emplean el sistema dan-i aun conservan el menkyo kaiden como un método para denotar al sucesor y heredero de la escuela.